# Sex-Business – Made in Pasing
Sex-Business – Made in Pasing ist ein deutscher Dokumentarfilm aus dem Jahre 1969 von Hans-Jürgen Syberberg über den Münchner Sexfilmproduzenten und -verleiher Alois Brummer.

## Handlung
In einer Reportage beobachtet Syberberg den ehemaligen Spediteur Alois Brummer sechs Tage lang mit der Kamera bei seinen Geschäften und bei Dreharbeiten zu seinem Erotikfilm Graf Porno und die liebesdurstigen Töchter. Brummer plaudert freimütig über die tägliche Arbeit, seine Probleme mit der FSK und gerichtliche Klagen. Mit örtlichen Landwirten verhandelt er über die zeitweilige Überlassung eines Kuhstalls. Auch einige Darstellerinnen und Darsteller kommen zu Wort.

## Produktionsnotizen
Das Porträt wurde vom ZDF in Auftrag gegeben, aber dann nicht ausgestrahlt. Der Film wurde zwar zu den Internationalen Filmfestspielen von Cannes eingeladen, aber als ungekürzte Kinofassung lediglich in einem Münchner Filmkunsttheater gezeigt. Am 22. März 1970 sendete der Bayerische Rundfunk im Rahmen des ARD-Programms eine gekürzte Fassung. Brummer selbst fühlte sich missverstanden und zog sich noch weiter aus der Öffentlichkeit zurück.

## Kritiken
Die Zeitschrift Filmecho schrieb sibyllinisch und anscheinend an die Filmvorführer gewandt: „Wer den Ast, auf dem er sitzt, absägen möchte, sollte den Streifen des Herrn Syberberg spielen!“